# Mar de Cristal (métro de Madrid)
Mar de Cristal est une station des lignes 4 et
8 du métro de Madrid, en Espagne.

## Situation
Sur la ligne 4, elle est située entre Canillas au sud, en direction de Argüelles et San Lorenzo au nord, en direction de Pinar de Chamartín.
Sur la ligne 8, elle est située entre Pinar del Rey à l'ouest, en direction de Nuevos Ministerios et Feria de Madrid à l'est, en direction de Aeropuerto T4.
Elle est établie sous la glorieta de Mar de Cristal, entre les quartiers de Pinar del Rey et Canillas, de l'arrondissement d'Hortaleza.
Elle possède deux voies et deux quais latéraux sur chaque ligne.

## Historique
La station est ouverte le 27 avril 1998, quand est mis en service le prolongement de la ligne 4 depuis Esperanza. Le 24 juin suivant, la première section de la ligne 8, mais exploitée comme une branche de la ligne 4, est ouverte jusqu'à Campo de las Naciones (aujourd'hui Feria de Madrid). La station demeure le terminus de la ligne 4 jusqu'au 15 décembre de la même année, quand est mis en service un prolongement au nord jusqu'à Parque de Santa María. Elle demeure enfin le terminus de la ligne 8 jusqu'au 21 mai 2002, quand est mis en service une section jusqu'à Colombia.

## Service des voyageurs

### Accueil
La station possède trois accès équipés d'escaliers et d'escaliers mécaniques, auxquels s'ajoute un accès direct par ascenseur depuis l'extérieur.

### Intermodalité
La station est en correspondance avec les lignes d'autobus no 87, 104, 112, 120, 125, 153, 171, 172 et T11 du réseau EMT.